# Siq al-Barid

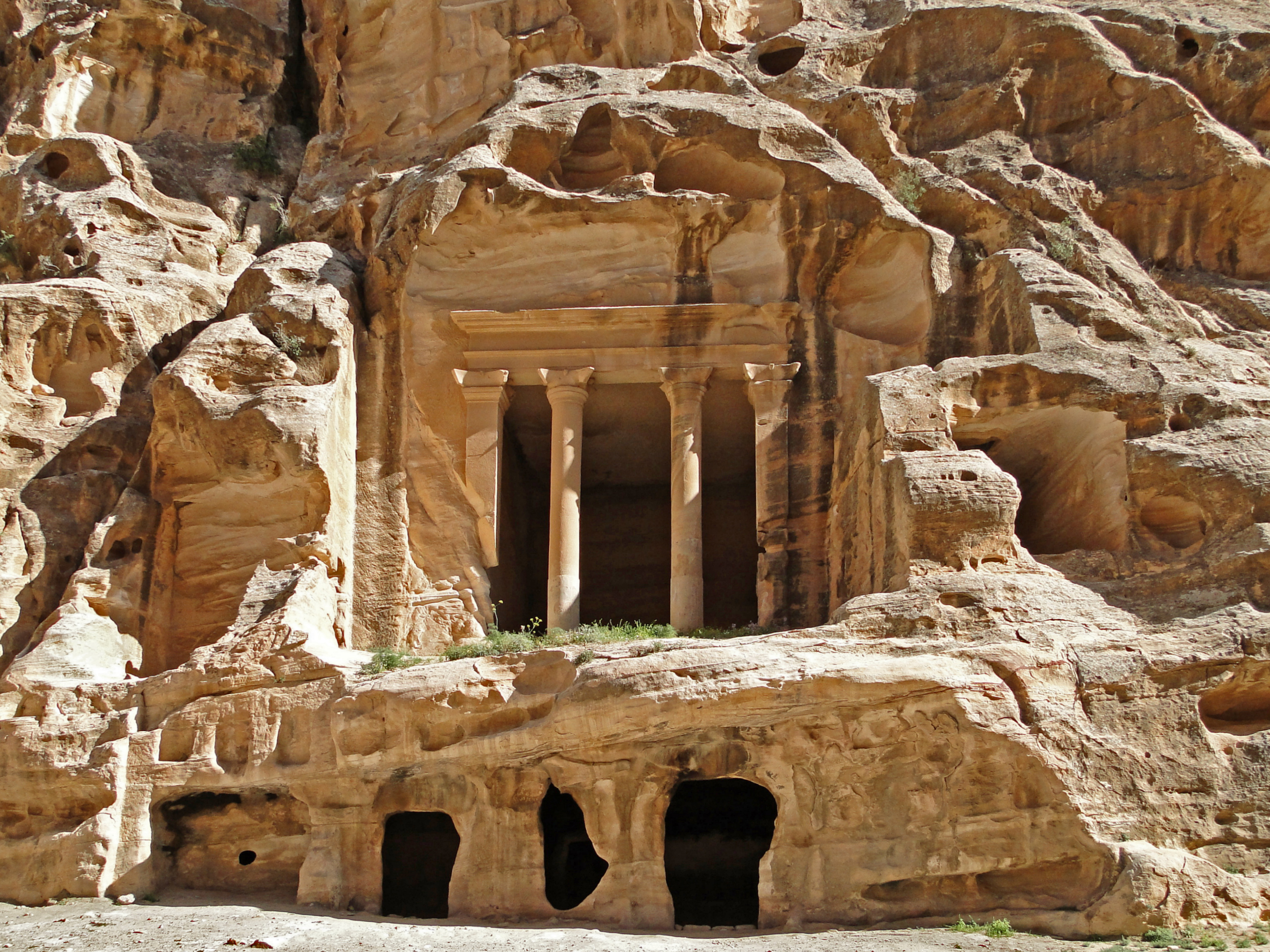
Triclinium à Siq al-Barid.

Siq al-Barid (en arabe : السيقﺁلبرئد), surnommé la « Petite Pétra » (en arabe : البتراء الصغئرة, al-batrā aṣ-ṣaġïra), est un site archéologique de Jordanie. Situé au nord des vestiges de la cité de Pétra, il s'agit également de ruines nabatéennes.
Le site est inclus dans la protection de l'Organisation des Nations unies pour l'éducation, la science et la culture (UNESCO) pour Pétra.

Siq al-Barid
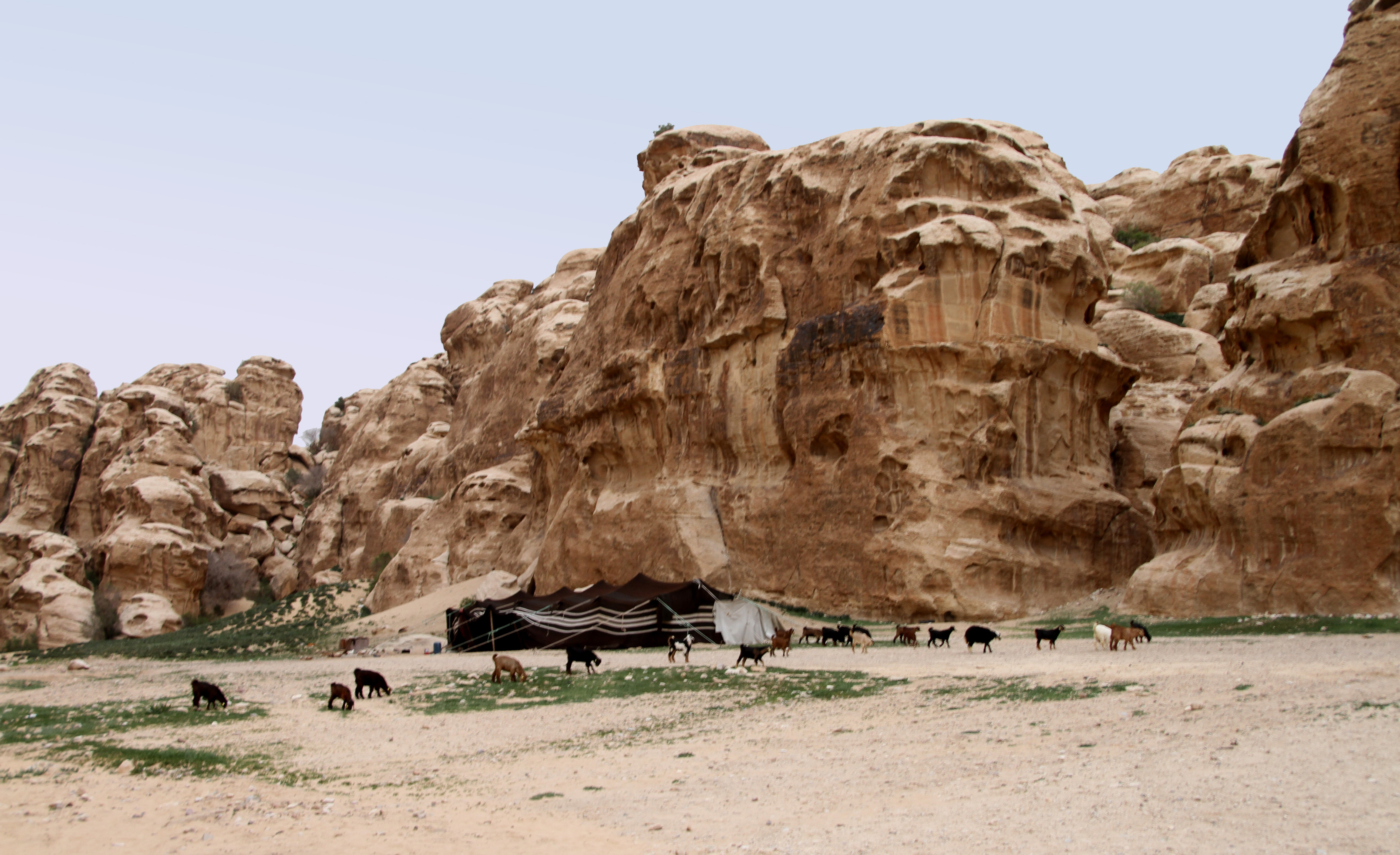
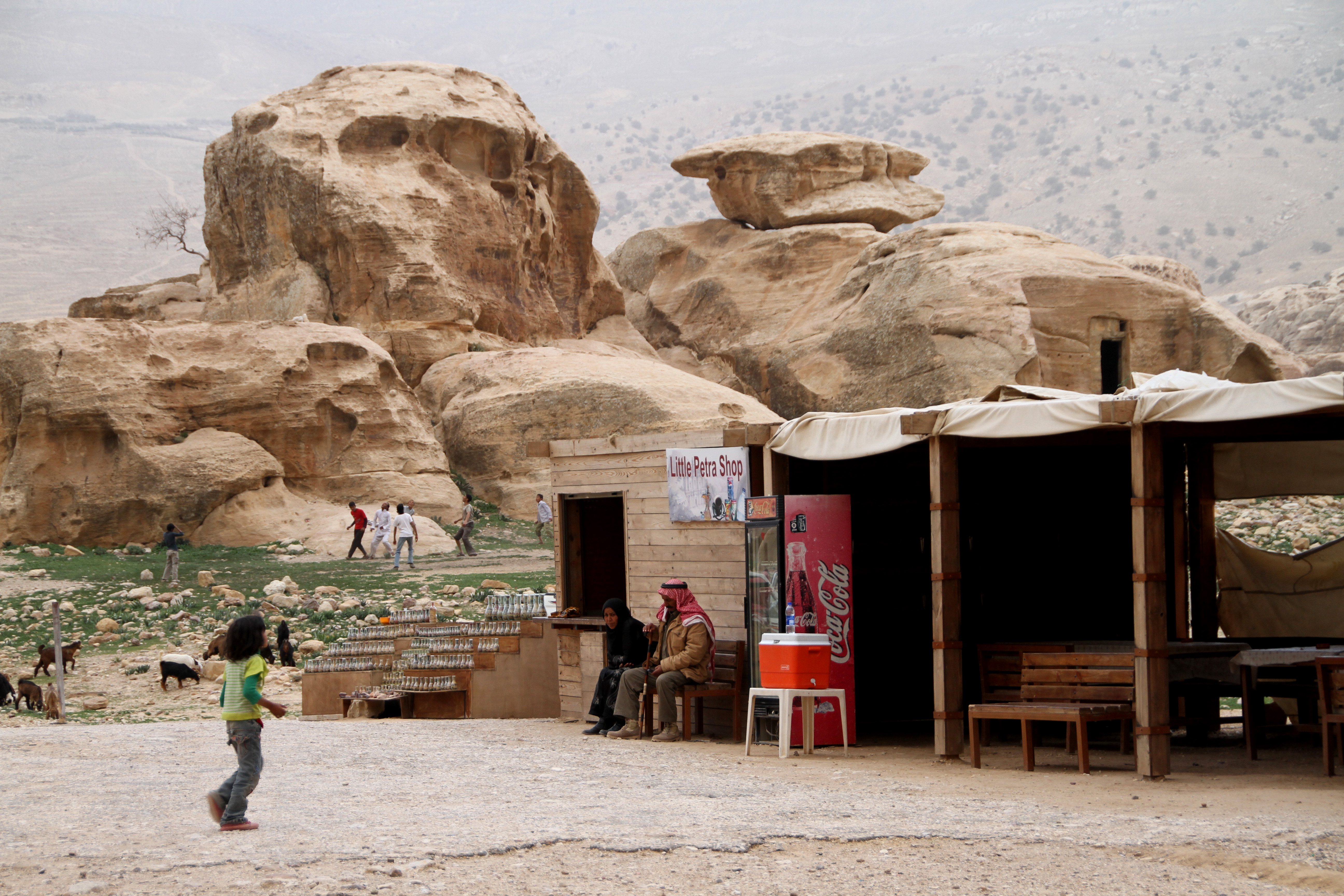
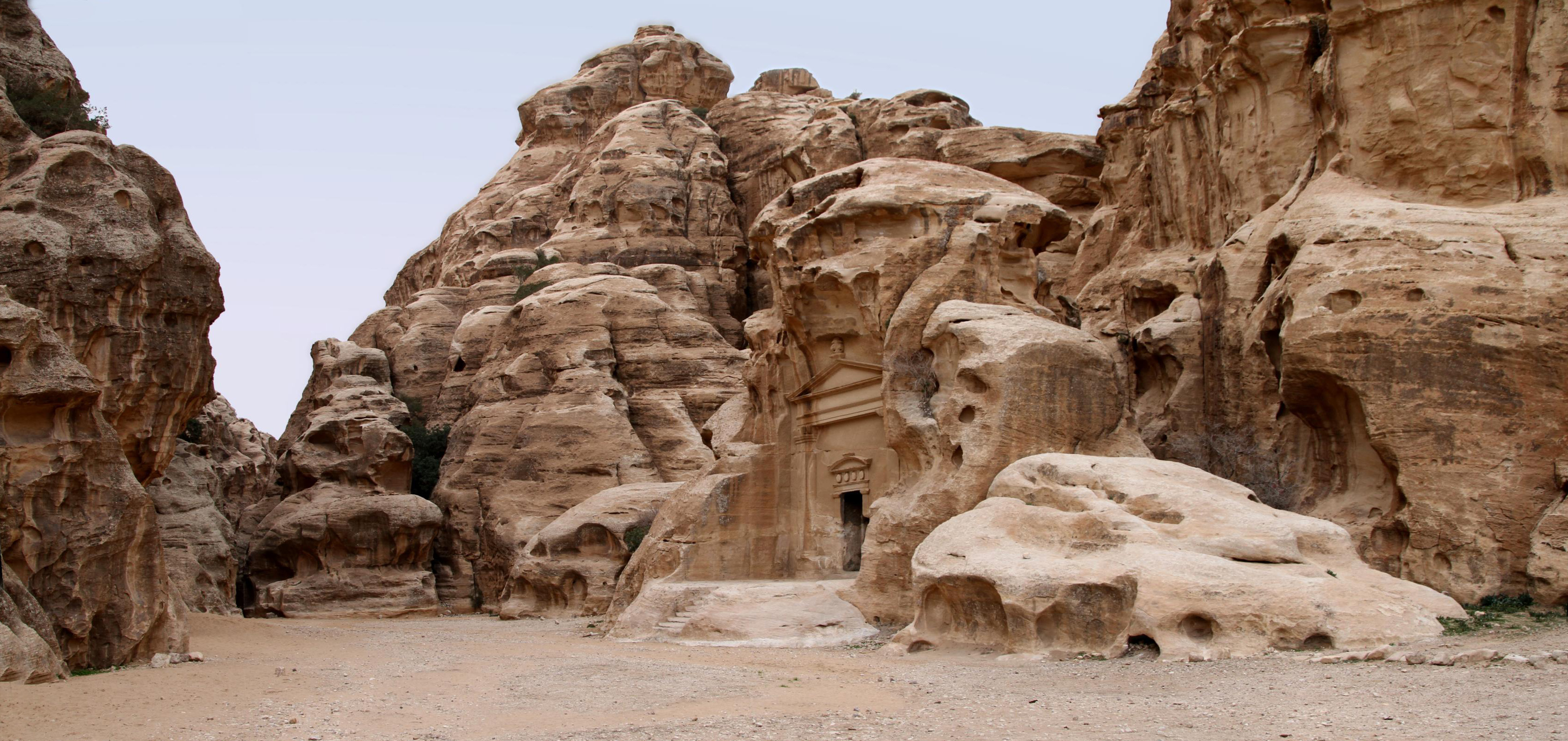
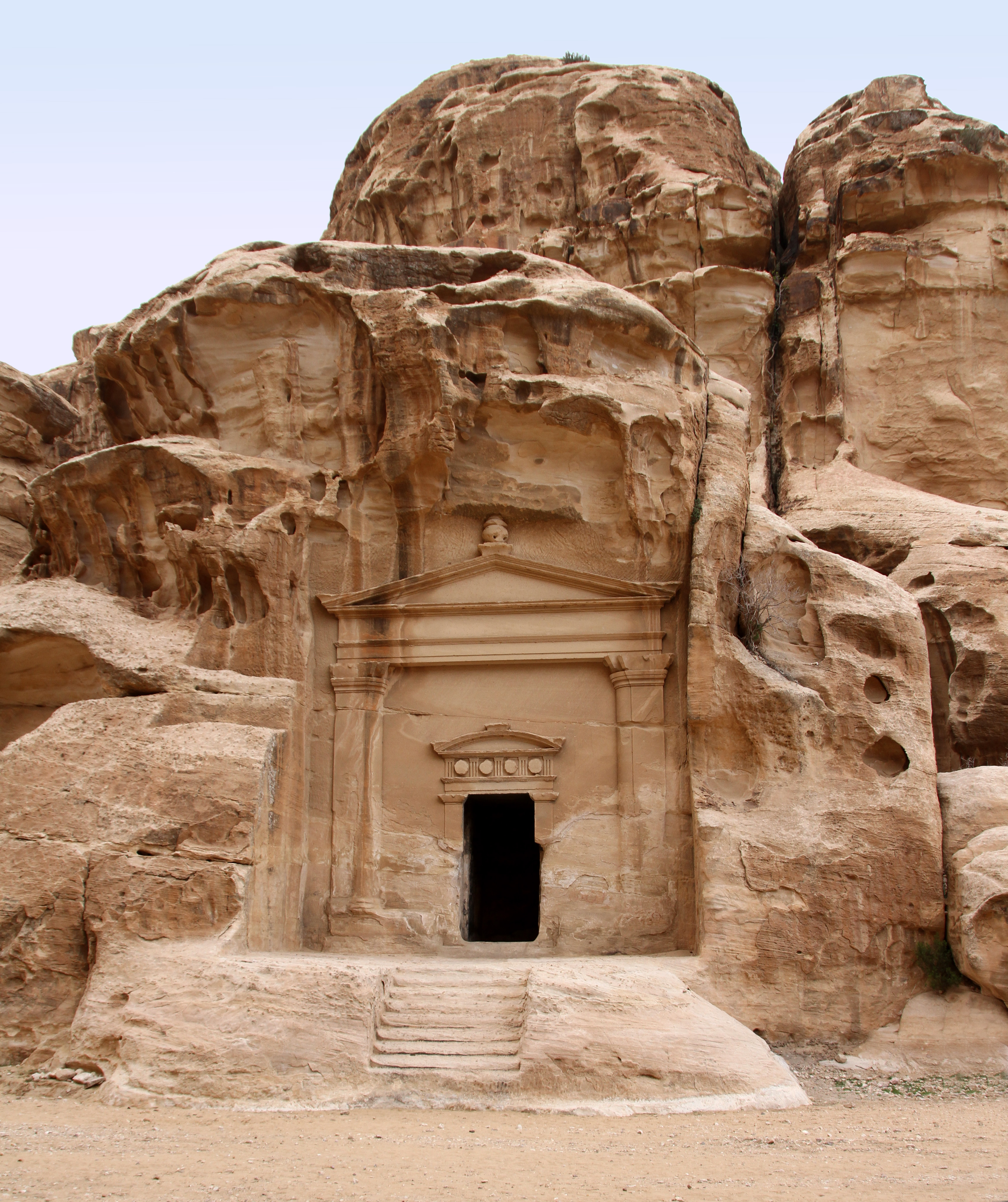
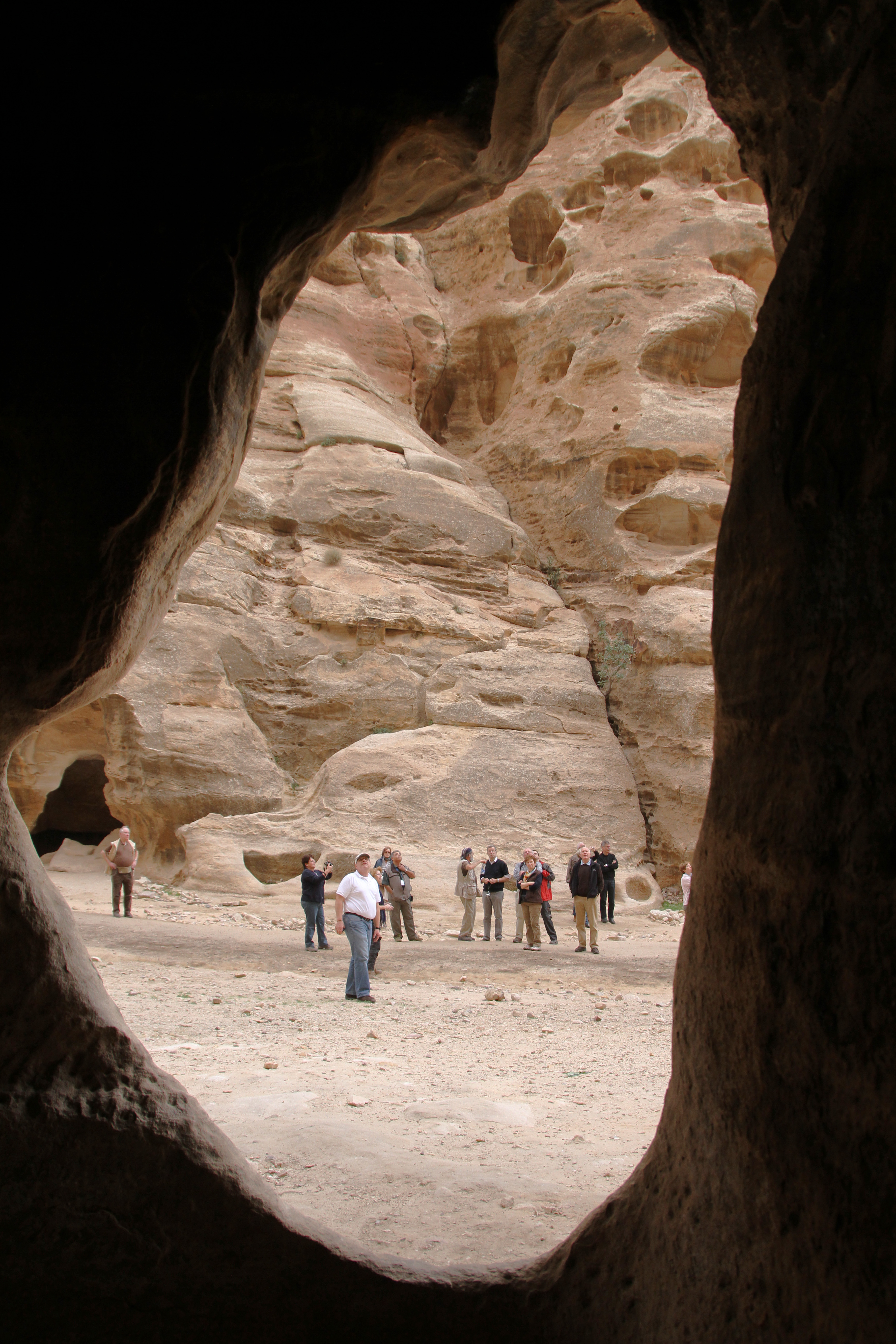
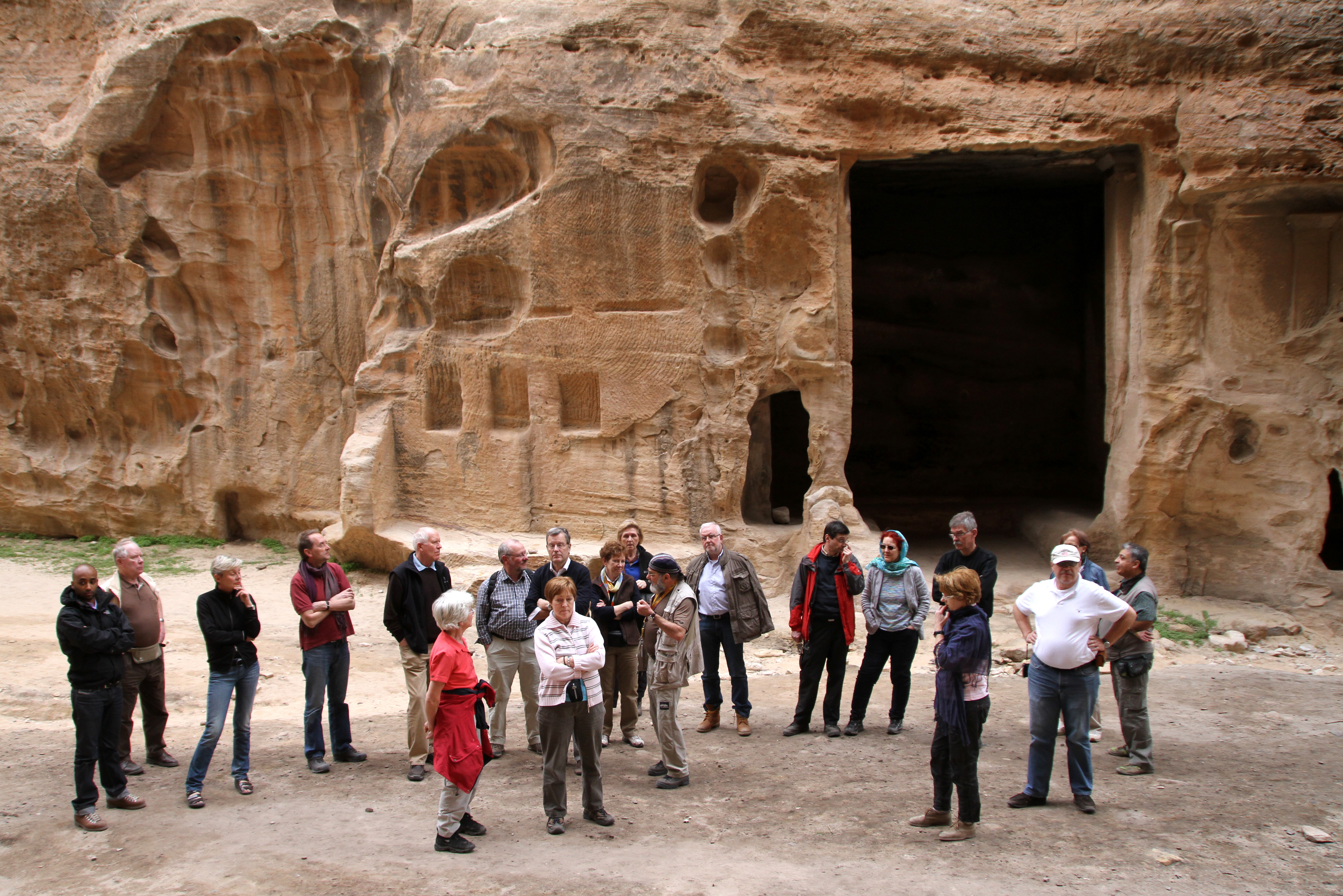
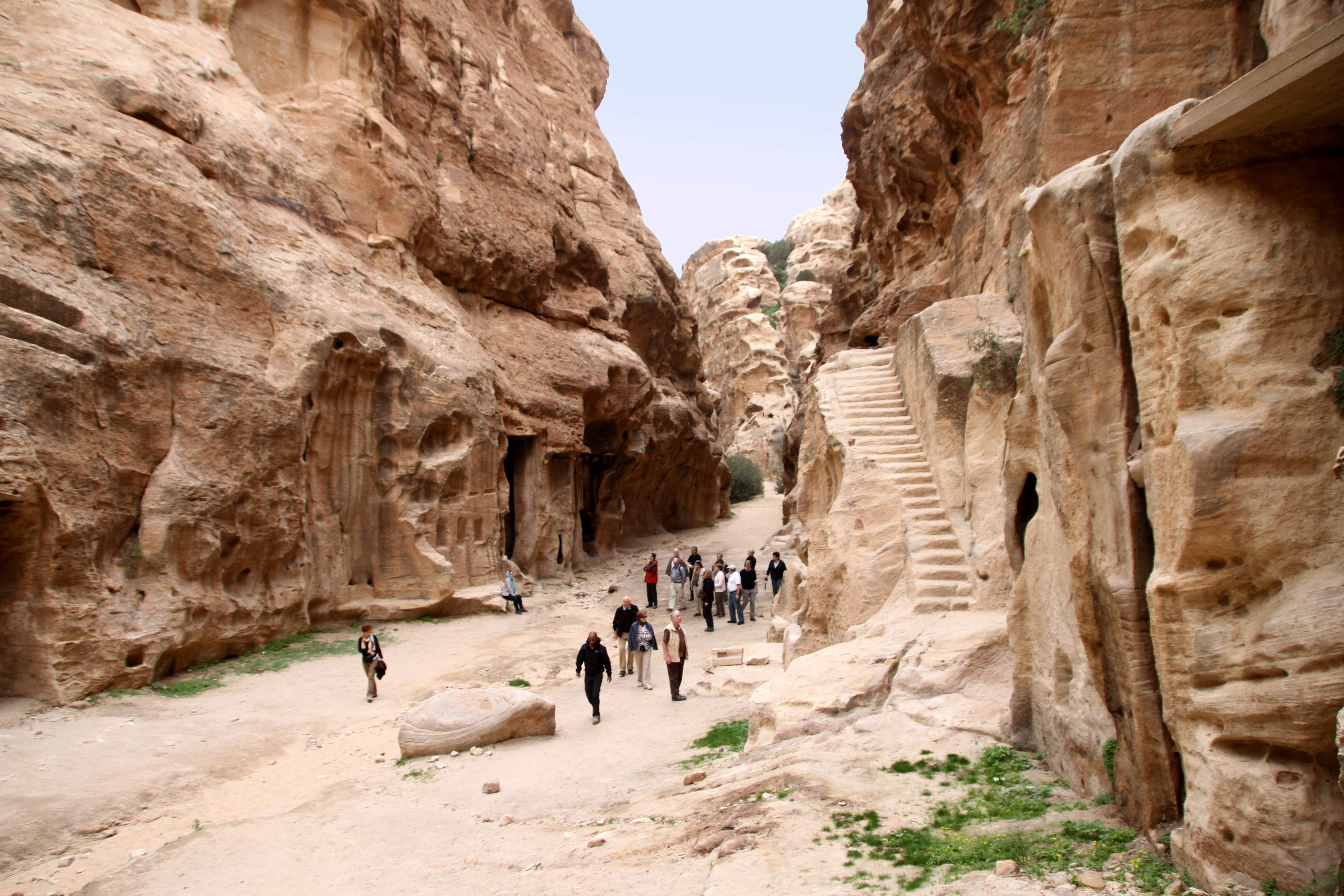
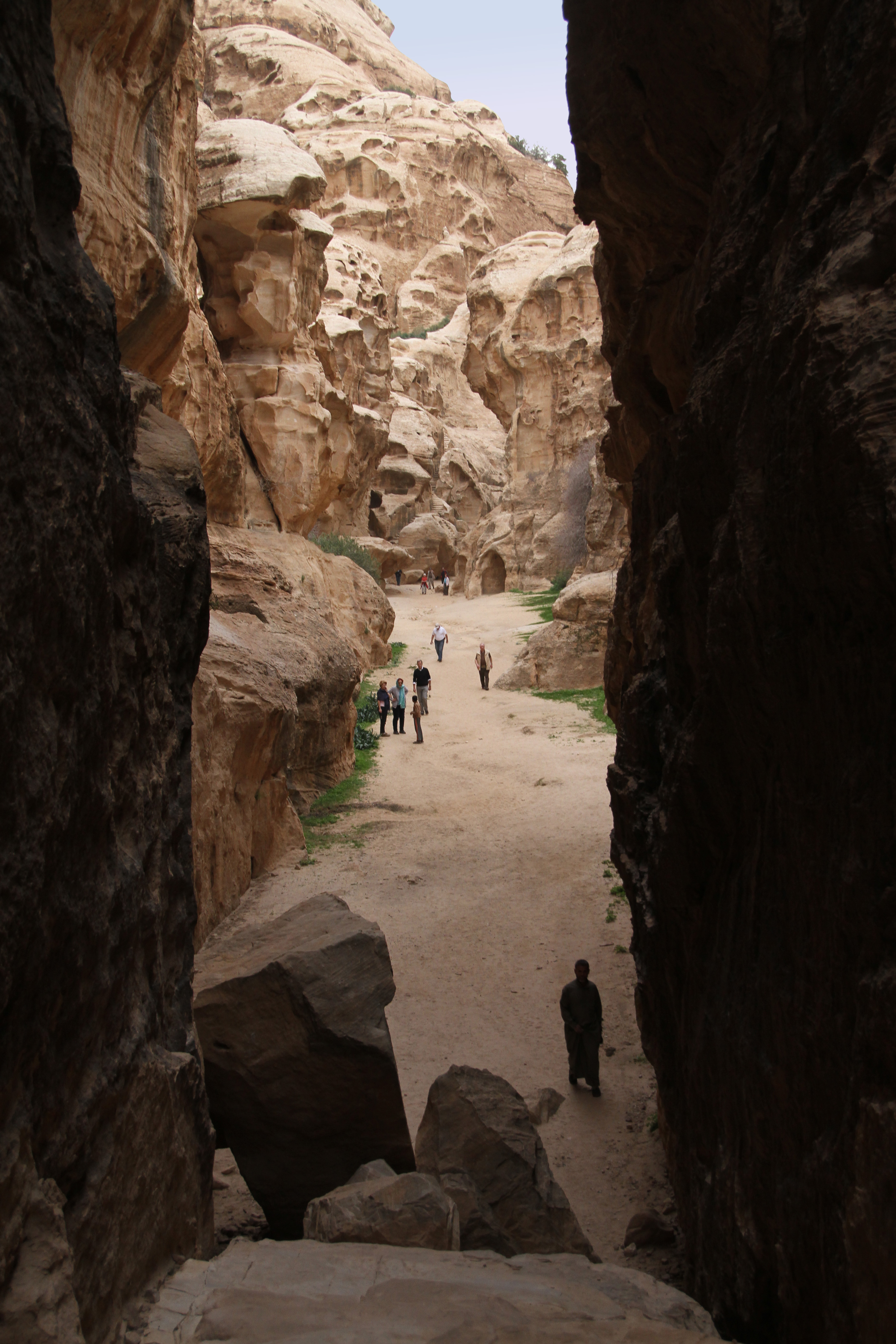